# Ervalla församling
Ervalla församling var en församling i Strängnäs stift och i Örebro kommun i Örebro län (Västmanland). Församlingen uppgick 2002 i Axbergs församling.

## Administrativ historik
Församlingen har medeltida ursprung. 
Församlingen var till 1962 annexförsamling i pastoratet Näsby och Ervalla. 1962 överfördes församlingen från Västerås stift till Strängnäs stift och var därefter till 2002 annexförsamling i pastoratet Axberg, Hovsta, Kil och Ervalla. Församlingen uppgick 2002 i Axbergs församling.

## Kyrkor
- Ervalla kyrka